# 太平街道 (大连市)
太平街道，是中华人民共和国辽宁省大連市普兰店区下辖的一个乡镇级行政单位。

## 行政区划
太平街道下辖以下地区：
柳家社区、庙山社区、龙山社区、唐房社区、矿洞社区、虫王庙社区、姚家社区、南苑社区、南荒社区和粉皮墙社区。